# Аманда Сеттон
Ама́нда Се́ттон (англ. Amanda Setton; нар. 16 грудня 1985) — американська акторка, відома, в основному, своїми телевізійними ролями.

## Життєпис та кар'єра
Аманда Сеттон народилася 16 грудня 1985 року в Нью-Йорку, в юдейській родині вихідців із Сирії та ашкеназі. Закінчила драматичний факультет приватного коледжу Ітаки (бакалавр, 2007) та акторські курси в Барселоні, Іспанія. 
Кар'єру акторки розпочала 2008 року з другорядної ролі Пенелопи Шефі у відомому телесеріалі «Пліткарка». Наступним етапом протягом двох років стала постійна роль Кімберлі Ендрюз у серіалі «Одне життя, щоб жити» (англ. One Life to Live).
Серед інших помітних робіт Аманди Сеттон у телесеріалах — «Проект Мінді» (англ. The Mindy Project, 2012–2013) та «Божевільні» (англ. The Crazy Ones, 2013–2014).

## Основна фільмографія
| Роки      | Вид | Назва українською    | Оригінальна назва        | Роль                            | Примітки        |
| 2005      | ф   | Пригоди у Веґасі     | What Happens in Vegas... | Красива жінка                   |                 |
| 2008–2012 | с   | Пліткарка            | Gossip Girl              | Пенелопа Шефі                   | 31 епізод       |
| 2008      | ф   | Секс і Місто         | Sex and the City         | Дівчина, що дає ляпаса хлопцеві |                 |
| 2008      | ф   | Увесь світ — театр   | All the World's a Stage  | Асистентка режисера             |                 |
| 2009–2011 | с   | Одне життя, щоб жити | One Life to Live         | Кімберлі Ендрюз                 | 104 епізоди     |
| 2010      | с   | Милосердя            | Mercy                    | Барб                            | 2 епізоди       |
| 2011      | с   | Блакитна кров        | Blue Bloods              | Сильвія                         | 1 епізод        |
| 2012–2013 | с   | Проект Мінді         | The Mindy Project        | Шона Діканіо                    | 12 епізодів     |
| 2013      | с   |                      | Golden Boy               | Джемма Бар-Лев                  | Пілотний епізод |
| 2013–2014 | с   | Божевільні           | The Crazy Ones           | Лорен Слотскі                   | 22 епізоди      |
| 2014      | ф   |                      | That Thing with the Cat  | Еріка                           |                 |
| 2014–2015 | с   | Гаваї 5.0            | Hawaii Five-0            | Д-р Мінді Шоу                   | 6 епізодів      |
| 2016      | с   | Красуня і Чудовисько | Beauty and the Beast     | Бутсі Дербридж                  | 1 епізод        |
| 2017      | ф   |                      | Black Dog, Red Dog       | Аазін                           | Пост-продакшн   |